# Red Mercury
O Red Mercury é o selo mais raro da Áustria e era destinado exclusivamente para uso em postagem de jornais.
Selos para jornal surgiram na Áustria em 1851 e possuiam a imagem de Mercúrio, o deus mensageiro dos romanos. Não foram denominados, sendo que a cor do selo indicava seu valor. O selo azul correspondia a postagem de 1 jornal (6/10kr), o amarelo, para 10 jornais (6kr), e o rosa para 50 jornais (30kr).
Em 1856 o modelo foi re-impresso em vermelho (ou escarlate), e tinha valor equilavente a 6kr. No entanto, foi rapidamente substituído por um novo modelo, emitido em 1858, e apenas poucos exemplares restam.
Leilões recentes estimaram seu valor em US$40.000, sendo que os exemplares novos (sem carimbo) valem cerca de 10% menos que os usados. Em 7 de fevereiro de 2008 um exemplar novo foi leiloado em Viena por 26.000 euros.